# Josep Maria Valls Satorres
Josep Maria Valls Satorres (Alcoi, 1945) és un compositor molt prolífic de música festera.
Dirigí l'Agrupació Musical d'Alcoi l'any 1980. En l'actualitat (2007) és vocal de la junta directiva de l'Asociación de Compositores de Música de Moros y Cristianos.

## Obres
- A vora mar (1996), per a duet de saxòfons. En quatre parts: L'aire lliure, L'ànima del mar, Les ones rient, La vela un vent

### Per a banda
- Marxes cristianes: A la creueta, Alcodians 1276, Almogàver i alcoià (1982), Als cristians (1975, premi de l'Associació Sant Jordi d'Alcoi), Anys, Arquers d'Ontinyent, Asturs d'Elx, El Conqueridor, Els Contrabandistes, Cristians de Petrer, Desperta, Ferro (1986), Embajador cristiano (1998), L'Enguerí (1994), Esquadra Alféris 1995, El Farolero!, Ix el cristià (premi de l'Associació Sant Jordi d'Alcoi 1981), Madriles, Marxa dels cavallers, Marxa dels creuats, Óscar Moreno, Pas als Maseros (1982), Roger de Lauria (1978, premi de l'Associació Sant Jordi d'Alcoi), Samarro, Los Soreles (2004), 25 anys
- Marxes mores: Abencerrajes (1985), Abrahim Zulema, Als judios, Amor, amar (basada en la cançó de Camilo Sesto, Camilo Blanes Cortés), Ben-Hudzail (1980), Centenari Mudèjar (2004), El cruzárabe, Magenta, El marchós, Mitja lluna (1988, primer premi del VII Concurs Nacional de Música Festera d'Ontinyent), Penàguila (1977), Realistas 83, Soc Marrakesch, Torró capità, Vicente Dueñas (1979), El wali marxós, Zegríes de Mutxamel (1994)
- Pas-dobles: Aixa i Forcat, Als Mirons (2007), Creu i mitja lluna (1988), Falla Centro (Partitura Arxivat 2007-09-27 a Wayback Machine.), Juan Tomás Silvestre (1979), Luis Villó, El Marxós, Paco Moya, Per a la Nova, Serpentines i confetti (1987, primer premi del VI Concurs Nacional de Música Festera d'Ontinyent)
- Fanfàrries: Capità 1983, Fanfàrria llanera, Mari Carmen Martínez, Mutxamel, Serra de Mariola, Trabuc i navaixa (2004)
- La Aljafería (2006)
- De abril, marxa solemne
- Espiritualidad (2006)
- Himne oficial de la Societat Musical "La Lira" de Quatretonda
- Lignum crucis (2006)
- Llaganya d'Or
- Maseros d'Albaida
- Nicolau (2006)
- Pantocràtor (2006)
- La Pasión (2006)
- Plors de mare (2006)
- El tio Pep (2006)
- 23 d'abril, Sant Jordi, marxa solemne

## Arxius de veu
Pas als Maseros